# Hansi
Hansi ist ein weiblicher und männlicher Vorname sowie ein Familienname.

## Herkunft
Hansi als männlicher Vorname wird abgeleitet vom Vornamen Hans, der Kurzform des Namens Johannes. Als weiblicher Vorname ist es eine Kurz- und Koseform von Johanna oder Hannelore.

### Namensträgerinnen
- Hansi Arnstaedt (1878–1945), deutsche Schauspielerin
- Hansi Bochow-Blüthgen (1897–1983), deutsche Übersetzerin
- Hansi Burg (1898–1975), deutsch-österreichische Schauspielerin
- Hansi Fischer (* 1955), deutsche Journalistin und Fernsehmoderatorin
- Hansi Jochmann (* 1953), deutsche Schauspielerin und Synchronsprecherin
- Hansi Knoteck (1914–2014), österreichische Theater- und Filmschauspielerin
- Hansi Linder (1942–2010), deutsche Schauspielerin
- Hansi Niese (1875–1934), österreichische Schauspielerin
- Hansi Wendler (1912–2010), deutsche Schauspielerin

### Namensträger
- Hansi Dujmic (1956–1988), österreichischer Musiker und Schauspieler
- Hansi Flick (* 1965), deutscher Fußballspieler
- Hansi Gnad (* 1963), deutscher Basketballspieler
- Hansi Hinterseer (* 1954), österreichischer Skirennläufer und Sänger
- Hansi Klemm (* 1951), deutscher Jazzsänger und Gitarrist
- Hansi Klindt (* 1961), deutscher Handballspieler und -trainer
- Hansi Kraus (* 1952), deutscher Schauspieler
- Hansi Küpper (* 1961), deutscher Fußballkommentator
- Hansi Kürsch (* 1966), deutscher Metal-Sänger
- Hansi Lang (1955–2008), österreichischer Sänger und Schauspieler
- Hansi Müller (* 1957), deutscher Fußballspieler
- Hansi Pflügler (* 1960), deutscher Fußballspieler
- Hansi Schenk (* 1974), deutscher Sänger
- Hansi Schmidt (1942–2023), deutscher Handballspieler
- Hansi Süssenbach (* 1965), deutscher Schlagersänger
- Hansi Waldherr (1921–1997), österreichischer Schauspieler

### Familienname
- Mario Hansi (* 1987), estnischer Fußballspieler

### Künstlername
- Hansi, Künstlername von Jean-Jacques Waltz (1873–1951)

### Fiktive Figur
- Hansi, Hauptdarsteller in der Bilderserie aus den 80er Jahren "Hansi, die Berge waren sein Leben"